# Алексеевка (городской округ Кинель)
Алексе́евка — посёлок городского типа в городском округе Кинель Самарской области России.
Расположен в 10 км от Кинеля и в 7 км от Самары.

## Население
| 1939    | 1959    | 1970    | 1979    | 1989    | 2002    | 2010    |
| ------- | ------- | ------- | ------- | ------- | ------- | ------- |
| 3936    | ↗6597   | ↘6474   | ↗9102   | ↗9179   | ↗9703   | ↗10 411 |
| 2012    | 2013    | 2014    | 2015    | 2016    | 2017    | 2018    |
| ↗10 457 | ↗10 619 | ↗10 735 | ↗10 915 | ↗11 115 | ↗11 150 | ↗11 255 |
| 2019    | 2020    | 2021    |         |         |         |         |
| ↘11 238 | ↗11 277 | ↘10 877 |         |         |         |         |

Население 9991 житель (2007 год).

## История

### до 1700 года
Ещё до строительства Алексеевской крепости на высоком крутояре, в устье Кинеля, размещался дальний надолб, застава с оповещающей вышкой, для защиты крепости Самара (построена в 1586 году).

23 ноября 1683 года выходит указ: 
Пожалованы Самарскому мужскому Спасо-Преображенскому монастырю рыбныя ловли на реке Самарке на 40 вёрст от Кинельского устья до города Самары…
Благодаря Моисею, игумену Спасо-Преображенского монастыря на берегу реки Самары, в устье реки Кинель под охраной заставы-засеки был создан рыбный двор, где солилась и перерабатывалась рыба. Жители занимались рыбной ловлей и добычей бобров.

### Алексеевская крепость (1700—1774)
28 февраля 1700 года на слиянии рек Самары и Кинель согласно указу Петра I была основана крепость.

9 июня 1706 года в крепость была доставлена грамота 
…Божию милостью Великий господин преосвященнийший Тихон митрополит Казанский и Свияжский, по указу Великого государя, царя и Великаго Князя Петра Алексеевича всея Великая и Малыя и Белая России самодержца в наш казённый Приказ, за рукою господина Кудрявцев писано: 

…в нынешнем 1706 году по Его Великаго Государя указу в строенном именование ему Алексеевском, во славу тезоименинства благороднейшего Государя нашего Цесаревича Великаго Князя Алексея Петровича, расположенного вверх по реке Самаре на Кинельском устье построить церковь Божию во имя Пресвятыя Богородицы Владимирская, да в пределе Алексия человека Божия, дати нашу архиерейскую благословенную грамоту, почему та церковь и предел строити…
Первый священник отец Василий (Павлов) 9 апреля 1707 года при возвращении из Казани, переправляясь через реку Сок, утонул. Сама церковь в конце XVIII века сгорела от большого пожара, в 1867 году после очередного пожара поставили очередную — третью — церковь, купленную в с. Грачёвка, которая простояла до 1916 года. Последняя, четвёртая церковь, была построена в 1911 году, в 30-х годах её закрыли и отдали под колхозный клуб, а в 70-е годы церковь разломали.
Первой новорожденной и крещённой в 1706 году была дочь Трофима Иванова сына Матвеева Ульяна. Она дала начало самому большому роду посёлка Алексеевка-Бородаковым (Борадачёвым).
В 1722 году в церковь привезли и установили три колокола с Уральского Иргинского завода. Из замечательных предметов, хранившихся в церкви, необходимо отметить иконы старинной работы 16-17 веков: Богоматерь с младенцем, Николая Чудотворца, образ Казанской Божией Матери в ризе, с биссером, камнями, убросе, и образ Сергия Радонежского и Варлаама Хутынского. Дальнейшая их судьба неизвестна.
Через несколько лет в окрестностях были обнаружены месторождения серы, использовавшейся для изготовления пороха. Началась её добыча, и поставка в Санкт-Петербург в Артиллерийское ведомство. В 1709 году было налажено производство пороха на месте.
Во время Пугачёвского восстания, в декабре 1773 года, отряд Алексеевских казаков вышел навстречу силам повстанцев и примкнул к ним. Мятежные войска заняли крепость и сделали её своим опорным пунктом. В январе 1774 года царские войска взяли крепость.
После подавления восстания крепость стала обычным селом.

### 1774 — наше время
- С лета 1774 года через Алексеевку начала поставляться в Москву соль из Соль-Илецка.
- В 1885 году Алексеевка стала центром волости.
- В 1877 году началась эксплуатация участка Кинель — Самара — Батраки Самаро-Златоустовской железной дороги, (в районе завода «Балтика») была построена станция Падовская.

В XX веке развивалась промышленность посёлка. 7 ноября 1928 года, с пуском алебастрового завода, началось промышленное производство бутового камня из алебастра. Алебастровый завод в Алексеевке был одним из первых заводов по производству строительных материалов в Самарской области. В 1936 году был построен серный завод. В 1960-70-е годы запущены: комбинат строительных материалов, свинокомплекс, комбикормовый завод, автотранспортное предприятие. Население посёлка возросло с 7000 до 11000 человек.
Статус посёлка городского типа — с 1920-1930-х годов. В 2008 году посёлок вошёл в состав городского округа Кинель.

#### см. также
- Алексеевск // Энциклопедический словарь Брокгауза и Ефрона : в 86 т. (82 т. и 4 доп.). — СПб., 1890—1907.

## Экономика
В посёлке имеется производство упаковки, комбинат стройматериалов, животноводческий комплекс, пивзавод Балтика.

## Экология
В июле-августе 2010 года в связи с аномально высокими температурами воздуха и отсутствием осадков обострялась экологическая ситуация к востоку от границы Самары в районе поселков Смышляевка, Стройкерамика, Алексеевка, Петра Дубрава, что вызвало массовые жалобы населения.
В 2014 году жители продолжают жаловаться на невыносимый запах. Обнаружено бактериологическое загрязнение реки Падовка лептоспирозом свиней свинокомплексом Юбилейный.

## Транспорт
Автобусные маршруты из Кинеля и Самары.
Около Алексеевки находится перекресток трассы Р225 и обводной дороги Самары.
Станция Алексеевская Куйбышевской железной дороги (код 65750).

## Медицина
Отделение Кинельской центральной районной больницы.

## Образование
Две средних общеобразовательных школы, два детских сада, центр внешкольной работы «ГАРМОНИЯ», музыкальная школа.

## Культура
В посёлке действовала рок-группа Внутри Себя..., создана своя маленькая студия звукозаписи, проводятся репетиции, организовано обучение подростков основам игры на музыкальных инструментах.
Футбольный клуб «Алекс». Год основания: 2000.
Цвета клуба: сине-белые.
Достижения: Чемпион 2 лиги Самарской области — 2004 г., 2005 г., 2008 г.
Серебряный призёр 2 лиги Самарской области — 2002 г., 2007 г.
Бронзовый призёр 2 лиги Самарской области — 2006 г.
Бронзовый призёр 1 лиги Самарской области — 2010 г.
Чемпион 1 лиги Самарской области-2018

## Достопримечательности
- Памятник семье Володичкиных.
- Алексеевские озёра (Падовские старицы)[21].
- Ново-Закамская оборонительная линия.